# 广州市花都区博物馆
广州市花都区博物馆是广东省广州市花都区的一个事业单位，隶属于广州市花都区人民政府文化广电旅游体育局。

## 机构历史
花都区新华镇官禄布村（现秀全街道大㘵村）复建有洪秀全故居。1991年6月，在新华镇新华路52号新建洪秀全纪念馆。洪秀全纪念馆占地1.3万平方米，展馆面积1715平方米，1991年11月12日正式对外开放。除序厅外，共分四个展厅，主要展出反映洪秀全在花县生活、学习和领导拜上帝會的文献资料。两地相距十公里。
2003年4月10日，花都区十名人大代表呼吁“将洪秀全故居、洪秀全纪念馆两景点合一”。企望在洪秀全故居建立一个“容量大、品位高、形式新"的纪念馆；而原纪念馆可改为花都区博物馆和展览馆，以填补花都区没有博物馆的缺陷。2006年，当地启动“合一”计划，开始征地程序，计划于三年内完工。因各种原因延迟。《信息时报》2013年的报道提及，“今年年底新馆才能完成布展正式启动，届时旧馆的展示内容将迁入新馆，旧馆原址则成为花都区博物馆。”
2021年时，花都区博物馆已管辖原洪秀全纪念馆和原广州民俗博物馆及下属场馆，下辖场馆包括有洪秀全故居及故居纪念馆、广州民俗博物馆、光禄大夫家庙、中国工农红军第四师成立大会遗址、花县第一届农民协会旧址。此前的2020年7月1日，以花县第一届农民协会旧址设立的花县农民运动陈列馆正式对外开放。
2023年，花都区文化广电旅游体育局进行《广州市花都区博物馆章程》公示，总则第二条，单位名称是“广州市花都区博物馆”。总则第三条，“本单位住所是广州市花都区新华街新华路52号、新华街三华村三华路40号[资政大夫祠]、秀全街大㘵村大㘵吉祥街1号[洪秀全故居]”。总则第十条，“负责洪秀全故居（含洪秀全故居纪念馆）、广州民俗博物馆（含资政大夫祠）等场馆的管理”，以及文物相关、历史研究等工作。”